# Robert Hernández
Robert Enrique Hernández Aguado (Cumaná, Sucre, Venezuela; 14 de septiembre de 1993) es un futbolista venezolano que juega como centrocampista en el Carabobo Fútbol Club de la Primera División de Venezuela.

## Selección nacional

### Campeonato Sudamericano Sub-20
| Sudamericano Sub-20 | Sede      | Resultado     | Partidos | Goles |
| ------------------- | --------- | ------------- | -------- | ----- |
| Sudamericano 2013   | Argentina | Primera ronda | 4        | 0     |

## Clubes

### Profesional
| Club                 | País           | Año         | Partidos | Goles | Asist. |
| -------------------- | -------------- | ----------- | -------- | ----- | ------ |
| Deportivo Anzoátegui | Venezuela      | 2011 - 2014 | 96       | 7     | 5      |
| Tampa Bay Rowdies    | Estados Unidos | 2015        | 15       | 1     | 1      |
| Caracas F.C.         | Venezuela      | 2016 - 2020 | 162      | 31    | 29     |
| Always Ready         | Bolivia        | 2021        | 9        | 2     | 0      |
| Deportivo Táchira    | Venezuela      | 2022        | 24       | 2     |        |
| Paysandu S.C.        | Brasil         | 2023        | 7        | 1     |        |
| Amazonas F.C.        | Brasil         | 2023        | 1        | 0     |        |
| Carabobo F.C.        | Venezuela      | 2023 - Act. | 28       | 4     |        |

## Palmarés
| Título           | Club                    | País      | Año  |
| ---------------- | ----------------------- | --------- | ---- |
| Copa Venezuela   | Deportivo Anzoátegui SC | Venezuela | 2012 |
| Torneo Clausura  | Caracas F.C.            | Venezuela | 2019 |
| Primera División | Caracas F.C.            | Venezuela | 2019 |
| Torneo Apertura  | Carabobo FC             | Venezuela | 2024 |